# Arc-en-Barrois
Arc-en-Barrois ist eine französische Gemeinde mit 688 Einwohnern (Stand: 1. Januar 2022) im Département Haute-Marne in der Region Grand Est; sie gehört zum Arrondissement Chaumont und zum Kanton Châteauvillain.

## Geographie
Arc-en-Barrois liegt etwa 20 Kilometer südsüdöstlich von Chaumont am Ufer des Flusses Aujon. Umgeben wird Arc-en-Barrois von den Nachbargemeinden Cour-l’Évêque im Norden, Richebourg im Nordosten, Bugnières im Osten, Giey-sur-Aujon im Süden sowie Aubepierre-sur-Aube im Westen und Südwesten.

## Geschichte
Zwischen 1972 und 1982 war Aubepierre-sur-Aube Teil der Gemeinde Arc-en-Barrois.

## Bevölkerungsentwicklung
| Jahr                       | 1962 | 1968 | 1975 | 1982 | 1990 | 1999 | 2006 | 2019 |
| -------------------------- | ---- | ---- | ---- | ---- | ---- | ---- | ---- | ---- |
| Einwohner                  | 824  | 801  | 1033 | 1033 | 874  | 898  | 789  | 729  |
| Quellen: Cassini und INSEE |      |      |      |      |      |      |      |      |

## Sehenswürdigkeiten

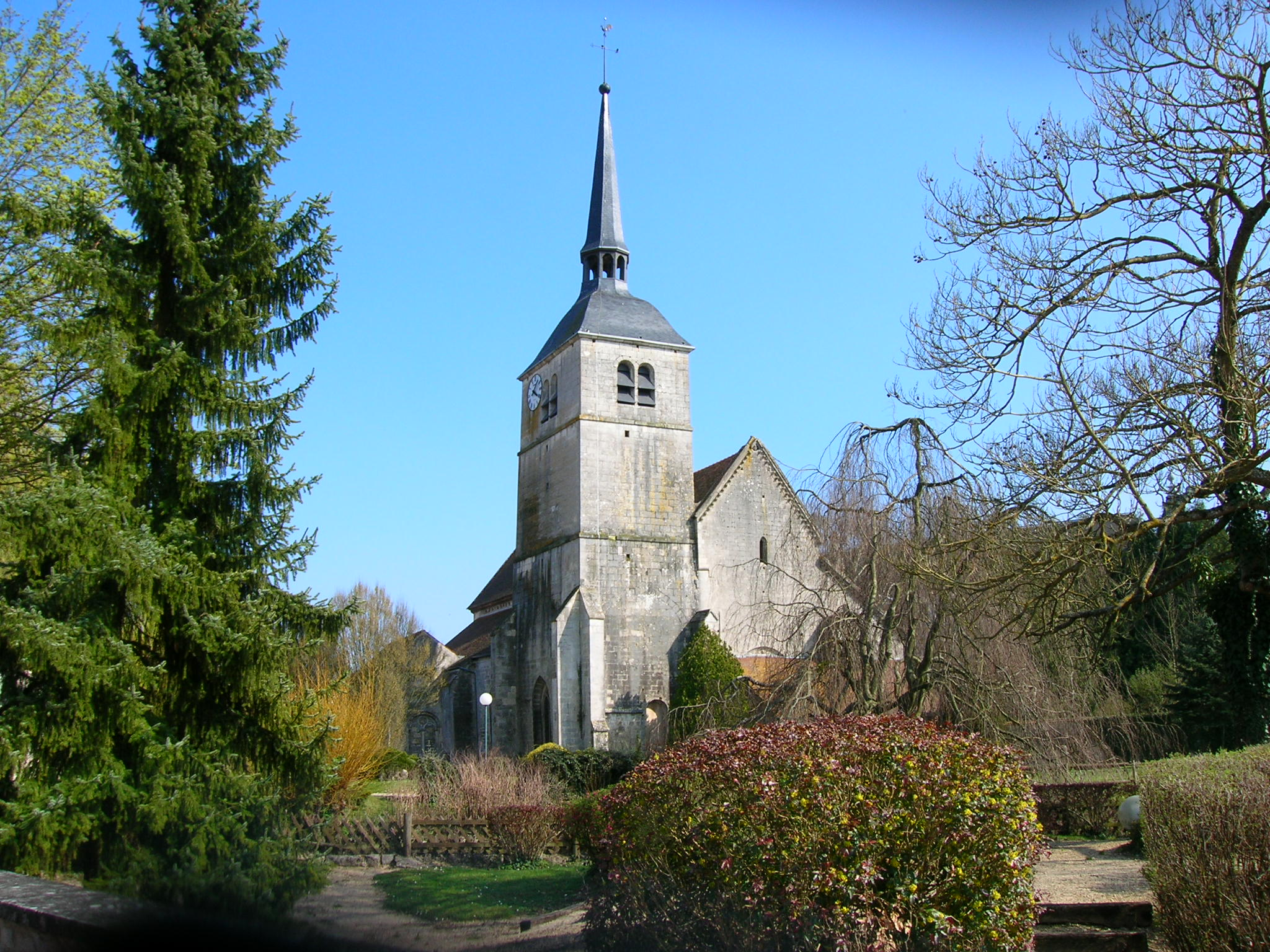
Kirche Saint-Martin
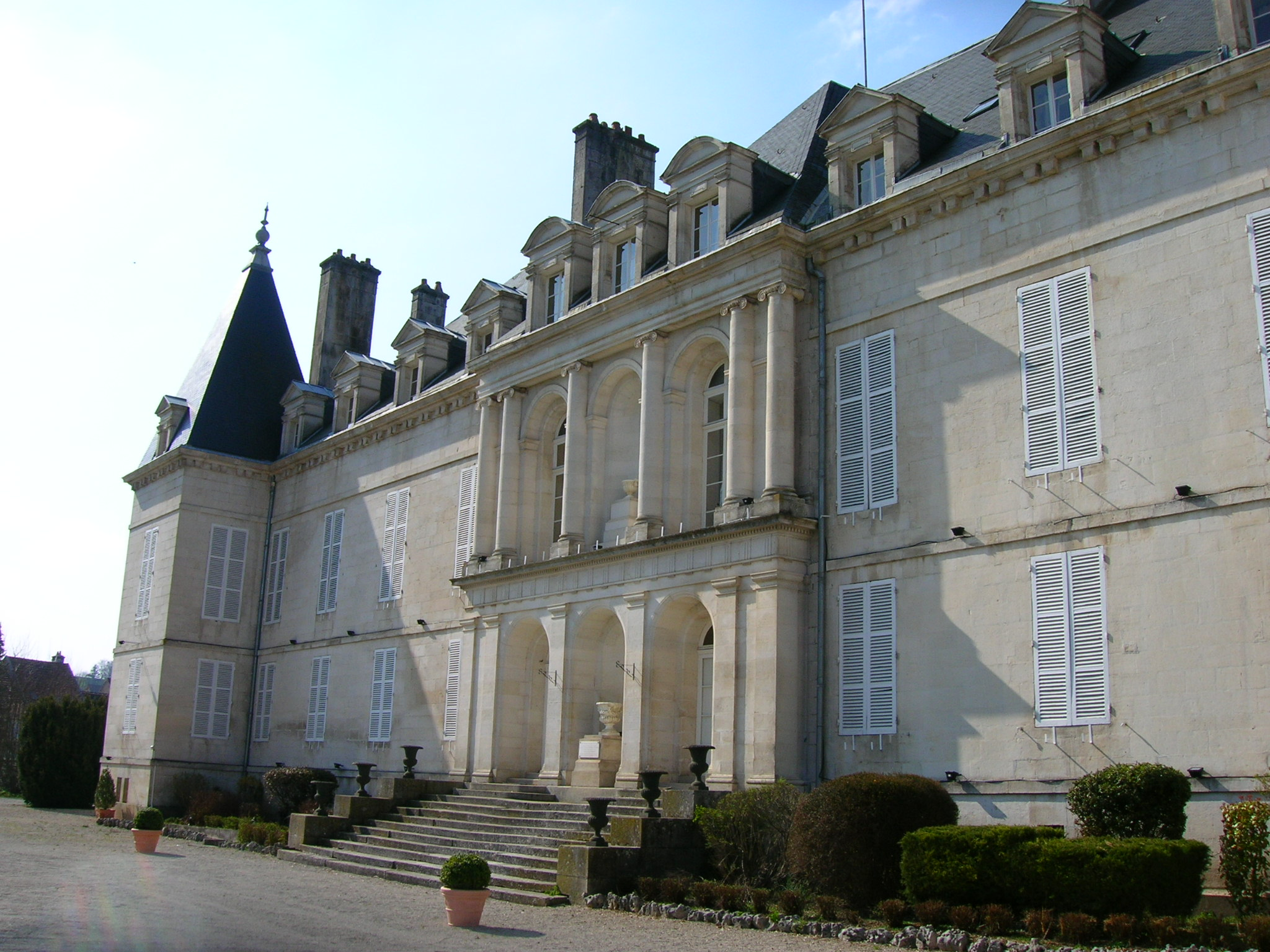
Schloss Arc-en-Barrois

- Schloss
- einzelne Dolmen

- Kirche Saint-Martin
- Schloss Arc-en-Barrois

## Nationalpark Forêts
Arc-en-Barrois liegt im 11. und neuesten Nationalpark Frankreichs, dem Nationalpark Forêts. Er ist dem Erhalt der Wälder auf dem Plateau von Langres gewidmet.

## Persönlichkeiten
- Pierre Duchâtel (1480–1552), Bischof von Tulle (1539–1544), von Mâcon (1544–1551) und von Orléans (1551–1552)
- Étienne Jean Bouchu (1714–1773), Hüttenmeister und Enzyklopädist
- Gabriel Peignot (1767–1849), Bibliograf
- Guy Armand Romano (1937–2023), emeritierter Bischof von Niamey